# 尹颂 (东汉)
尹颂（？—157年），字公孙，河南郡巩县（今河南省巩义市西南）人，东汉时期人物。
尹颂是尚书令尹勋的哥哥。官至太守、议郎、光祿勳。汉桓帝永兴二年（154年）閏九月，司徒黄琼为太尉，光祿勳尹颂继任司徒，和太尉黄琼、司空房植、韓縯一起辅佐朝政。永寿三年（157年）十一月，司徒尹颂去世，韓縯继任司徒。